# Empoasca cascada
Empoasca cascada är en insektsart som beskrevs av Ross 1963. Empoasca cascada ingår i släktet Empoasca och familjen dvärgstritar. Inga underarter finns listade i Catalogue of Life.